# Atletismo nos Jogos Olímpicos de Verão da Juventude de 2010 - Revezamento feminino
A prova do revezamento medley feminino do atletismo nos Jogos Olímpicos de Verão da Juventude de 2010 foi realizada no dia 23 de agosto, no Estádio Bishan, em Cingapura. 20 corredoras divididas em cinco equipes de quatro integrantes cada estavam inscritas neste evento.

## Medalhistas
|  | ZZX Equipa mista                                                                 |  | ZZX Equipa mista                                                                                |  | ZZX Equipa mista                                                            |
|  | Américas USA Myasia Jacobs BAH Tynia Gaither BAH Rashan Brown USA Robin Reynolds |  | África NGR Josephine Omaka NGR Nkiruka Florence Nwakwe RSA Izelle Neuhoff NGR Bukola Abogunloko |  | Europa GBR Annie Tagoe ITA Anna Bongiorni GER Sonja Mosler ROM Bianca Razor |

## Final
| Pos.              | Equipe                                                                                          | Tempo   | Notas |
| ----------------- | ----------------------------------------------------------------------------------------------- | ------- | ----- |
| Medalha de ouro   | Américas USA Myasia Jacobs BAH Tynia Gaither BAH Rashan Brown USA Robin Reynolds                | 2:05.62 |       |
| Medalha de prata  | África NGR Josephine Omaka NGR Nkiruka Florence Nwakwe RSA Izelle Neuhoff NGR Bukola Abogunloko | 2:06.19 |       |
| Medalha de bronze | Europa GBR Annie Tagoe ITA Anna Bongiorni GER Sonja Mosler ROM Bianca Razor                     | 2:07.59 |       |
| 4                 | Oceania AUS Michelle Jenneke AUS Monica Brennan NZL Hazel Bowering-Scott AUS Jenny Blundell     | 2:13.96 |       |
| 5                 | Ásia SIN Wei Liang TPE Liao Ching-Hsien KAZ Marina Zaiko KAZ Elina Mikhina                      | 2:15.01 |       |